# Daniel Pacheco
Daniel Pacheco Lobato (Pizarra, Málaga, España, 5 de enero de 1991) es un futbolista español que juega de delantero en el Wisła Płock de la I Liga de Polonia.

## Trayectoria
Pacheco debutó con el Liverpool Reservas el 5 de febrero de 2008 en un partido contra el Bolton Wanderers. Anotó el primer gol del partido en su debut al rematar un rechace del portero del Bolton, Ian Walker. En abril de 2008, Pacheco realizó un pase de 50 yardas para asistir a Krisztián Németh que marcó el único gol del partido contra el Blackburn Rovers Reservas, que aseguraba el título de la Premier Reserve League North a su equipo. El 7 de mayo de 2008, Pacheco, que entró como suplente en la segunda parte, logró realizar un pase magistral directo a su compañero de equipo Lucas Leiva para que marcara el tercer y último gol en la victoria final de la liga del Liverpool Reservas sobre el Aston Villa Reservas en Anfield.
Hizo su debut con el primer equipo el 9 de diciembre de 2009, entrando en la segunda parte para sustituir a Alberto Aquilani en la Liga de Campeones de la UEFA en un partido contra la Fiorentina. Su debut en liga llegó tan solo dos semanas después en el Boxing Day cuando reemplazó a Aquilani una vez más en la victoria del Liverpool por 2 a 0 contra el Wolverhampton Wanderers.
En julio de 2010 jugó el europeo sub-19 con la selección española. Daniel recibió el galardón de máximo goleador y la selección española quedó segunda tras ser derrotada contra Francia por 2-1.
En julio de 2011 fue cedido desde el Liverpool al Atlético de Madrid y éste lo cedió al Rayo Vallecano de Madrid guardándose una opción de compra.
Tras pasar por Anfield, estuvo en el Norwich City, Rayo Vallecano, S. D. Huesca, A. D. Alcorcón, Real Betis Balompié, Deportivo Alavés y Getafe C. F.
En la temporada 2018-19 regresó al Málaga C. F., donde ya había estado durante su etapa formativa.
El 1 de febrero de 2021, tras finalizar su contrato con el equipo malagueño, se comprometió con la U. D. Logroñés. Estuvo lo que restaba de temporada, marchándose a finales de agosto a Chipre para jugar en el Aris de Limassol.
El 10 de marzo de 2022 firmó por el Górnik Zabrze, que en ese momento iba sexto en la Ekstraklasa. No fue el único polaco en el que jugó, ya que en julio de 2024 se unió al Wisła Płock.

## Selección nacional
Ha jugado en las categorías inferiores de la selección española.

## Clubes
| Clubes                  | Temporada    | Liga                       | Liga     | Liga  | Copa     | Copa  | League Cup | League Cup | Continental | Continental | Otros    | Otros | Total    | Total |
| Clubes                  | Temporada    | Division                   | Partidos | Goles | Partidos | Goles | Partidos   | Goles      | Partidos    | Goles       | Partidos | Goles | Partidos | Goles |
| ----------------------- | ------------ | -------------------------- | -------- | ----- | -------- | ----- | ---------- | ---------- | ----------- | ----------- | -------- | ----- | -------- | ----- |
| Liverpool               | 2009–10      | Premier League             | 4        | 0     | 0        | 0     | 0          | 0          | 3           | 0           | –        | –     | 7        | 0     |
| Liverpool               | 2010–11      | Premier League             | 1        | 0     | 0        | 0     | 1          | 0          | 5           | 0           | –        | –     | 7        | 0     |
| Liverpool               | 2012–13      | Premier League             | 0        | 0     | 0        | 0     | 1          | 0          | 2           | 0           | –        | –     | 3        | 0     |
| Liverpool               | Total        | Total                      | 5        | 0     | 0        | 0     | 2          | 0          | 10          | 0           | 0        | 0     | 17       | 0     |
| Norwich City (cesión)   | 2010–11      | Championship               | 6        | 2     | 0        | 0     | 0          | 0          | –           | –           | –        | –     | 6        | 2     |
| Rayo Vallecano (cesión) | 2011–12      | La Liga                    | 11       | 0     | 0        | 0     | –          | –          | –           | –           | –        | –     | 11       | 0     |
| Huesca (cesión)         | 2012–13      | Segunda División           | 19       | 5     | 0        | 0     | –          | –          | –           | –           | –        | –     | 19       | 5     |
| Alcorcón                | 2013–14      | Segunda División           | 23       | 2     | 5        | 2     | –          | –          | –           | –           | –        | –     | 28       | 4     |
| Real Betis              | 2014–15      | Segunda División           | 23       | 0     | 2        | 0     | –          | –          | –           | –           | –        | –     | 25       | 0     |
| Alavés (cesión)         | 2015–16      | Segunda División           | 36       | 3     | 2        | 0     | –          | –          | –           | –           | –        | –     | 38       | 3     |
| Getafe                  | 2016–17      | Segunda División           | 31       | 3     | 0        | 0     | –          | –          | –           | –           | 3        | 3     | 34       | 6     |
| Getafe                  | 2017–18      | La Liga                    | 11       | 0     | 1        | 0     | –          | –          | –           | –           | –        | –     | 12       | 0     |
| Getafe                  | Total        | Total                      | 42       | 3     | 1        | 0     | 0          | 0          | 0           | 0           | 3        | 3     | 46       | 6     |
| Málaga                  | 2018–2020    | Segunda División           | 46       | 1     | -        | -     | –          | –          | –           | –           | –        | –     | 46       | 1     |
| UD Logroñes             | 2021         | Segunda División           | 10       | 0     | -        | -     | –          | –          | –           | –           | –        | –     | 10       | 0     |
| Aris de Limassol        | 2021–2022    | Primera División de Chipre | 12       | 0     | 1        | 1     | –          | –          | –           | –           | –        | –     | 13       | 1     |
| Górnik Zabrze           | 2022–2024    | Ekstraklasa                | -        | -     | -        | -     | –          | –          | –           | –           | –        | –     | -        | -     |
| Wisła Płock             | 2024-        | I Liga de Polonia          | -        | -     | -        | -     | –          | –          | –           | –           | –        | –     | -        | -     |
| Career total            | Career total | Career total               | 165      | 15    | 10       | 2     | 2          | 0          | 10          | 0           | 3        | 3     | 190      | 20    |